# Show, don’t tell
Show, don't tell (с англ. — «Показывай, а не рассказывай») — это техника повествования, используемая в различных видах текстов, а также в кинематографе, которая позволяет читателю или зрителю воспринимать историю через действия, слова, мысли и чувства, а не через описание и анализ автора. Эта техника даёт возможность описывать сцену таким образом, чтобы читатель смог сделать собственные выводы, а не следовать за выводами автора.
Метод «Show, don't tell» используется как рекомендация для писателей, которые злоупотребляют объяснениями и комментариями в ущерб действию и диалогу. Если бы писатель использовал действие и диалог для раскрытия персонажа, сюжет бы стал более интересным читателю. Последний должен чувствовать, что видит разворачивающуюся сцену перед собой и, как следствие, прийти к собственной интерпретации без вмешательства автора.

## Теория
Федерико Феллини утверждал: 
«Я не хочу ничего доказывать. Я хочу показать.»
Это утверждение демонстрирует концепцию такого метода повествования в произведении — литературном или кинематографическом, разницы нет. Таким образом техника «Show, don't tell» побуждает зрителя формировать собственное мнение, взаимодействуя с произведением, воспринимать его через собственные убеждения и опыт. Это не означает, что у автора нет своего мнения, однако следует остерегаться выступать от первого лица. Правило «Show, don't tell» — это также повествовательный прием, позволяющий избежать излишней откровенности и самоанализа. Жан-Патрик Маншетт, один из известных европейских писателей-криминалистов, высказываясь о своих политических убеждениях, заявил: 
«Я не вникаю в тайны психики моих персонажей.»

## Когда нужно рассказывать?
Как и во всех правилах, в «Show, don't tell» есть исключения. По словам Джеймса Скотта Белла: 
«Иногда писатель использует объяснения как ярлыки, чтобы быстро перейти к наиболее важным частям повествования или сцены. Если они не сделают этого, то ваши читатели будут истощены.»
Для того, чтобы показывать требуется больше слов; рассказ может занять более длительный промежуток времени. Роман, основанный только на показе, окажется очень длинным; поэтому повествование может содержать некоторые уместные пояснения автора. Важные сцены в истории следует драматизировать, показывая их, но иногда то, что происходит между сценами, можно рассказать, чтобы развить сюжет.
Писатель мог бы проиллюстрировать конфликты с боссом и девушкой Боба, но не слишком абстрагируясь от повествования сообщит читателю, что Боб едет к дому своей девушки. Поскольку во время поездки в автомобиле ничего важного не происходит, писателю просто нужно сообщить читателю, что эта поездка существует (имеет место быть). Писатель также может открыть читателю, что повествователь — это рассказчик, а не писатель! — это весьма фальшиво. Рассказчик может заметить, что Боб хороший парень, но позже Боб показывает себя мерзавцем. Тогда читатель может решить, что рассказчик не видит Боба таким, какой он есть.

Американская писательница Франсин Проуз об этом правиле говорит: 
«Молодым писателям часто дают плохие советы, что работа автора — показать, а не рассказать. Само собой разумеется, что многие великие романисты сочетают «драматическое сцены» с длинными фрагментами авторского повествования, которые, я думаю, и есть то, что называется рассказом. И предубеждение против такого рассказа ведет к путанице, которая заставляет при обучении писателей думать, что все должно быть показано ... на самом деле ответственность за демонстрацию берёт на себя энергичное и конкретное использование языка.»

## Примеры
Один из первых примеров этой техники исходит от Генри Джеймса. В предисловии к нью-йоркскому изданию Daisy Miller он оставил пометку на полях своих заметок, напомнив себе: 
«Драматизируйте, инсценируйте!»
Применяя правило «Show, don't tell», писатель делает больше, чем просто рассказывает читателю что-то о персонаже; он раскрывает характер через то, что последний говорит и делает. Показывать можно несколькими способами:
- написанием сцен;
- описанием действий персонажей;
- раскрытием персонажа через диалог;
- по возможности задействовать все пять чувств.

Вместо того, чтобы сказать:
Мисс Паркер была любопытной женщиной. Она сплетничала о своих соседях.
Писатель может показать:
Чуть приоткрыв шторы, мисс Паркер едва могла выглянуть в окно и увидеть припаркованный на улице Ford Explorer. Она вгляделась, чтобы лучше рассмотреть высокого мускулистого мужчину, который выходил из машины и шел к входу мисс Джонс. Мужчина позвонил в звонок. Когда мисс Джонс открыла дверь и обняла незнакомца, мисс Паркер опустила челюсть и побежала к телефону.
«Шарлотта, ты не поверишь мне, когда я расскажу тебе то, что только что видела!» Мисс Паркер снова выглянула в окно, чтобы убедиться, что этот человек все еще находится в доме.
Или вместо того, чтобы сказать:
Пять лет назад Джон Медоуз женился на Линде Кэррингтон. Хотя они оба выросли в Бруклине и не хотели уезжать, Джон устроился на работу в Монтану, и его молодая семья вынуждена была переехать на запад. Он обнаружил, что любит горы и открытое небо, но Линда была расстроена и несчастна. Все это стало ясно в ту ночь, когда они пошли на вечеринку своих соседей.
Писатель может показать:
«Я говорила тебе, что не хочу идти», — сказала Линда, поднимаясь по ступенькам к дому соседа рядом с Джоном. «Это будет так же скучно, как и на любой другой вечеринке, на которой мы были с тех пор, как переехали сюда».
«Раньше ты любила вечеринки», — сказал Джон, отводя взгляд в сторону.
«Да, ну, так было в Бруклине. Но Монтана — это не Бруклин».
«Нет, не Бруклин.» — сказал он, глядя на горы, воспламененные цветом заходящего солнца, небо, которое он начал любить. Затем он посмотрел на Линду, которая угрожающе глядела на него еще до того, как войти. За пять лет брака она очень изменилась, они оба изменились.
Он нажал на кнопку дверного звонка.

Показ драматизирует сцену в рассказе, заставляя читателя забыть о том, что он читает, помогает им открывать персонажей, тем самым пробуждая интерес:
«Это как разница между актерами, играющими пьесу, и драматургом, стоящим на пустой сцене и подробно описывающим действия пьесы.»